# (8258) 1982 RW1
1982 أر دابليو 1 (ويعرف أيضًا باسم (8258) 1982 أر دابليو 1 وفق تسمية الكوكب الصغير) (بالإنجليزية: 1982 RW1)‏ هو كويكب ضمن حزام الكويكبات؛ وترتيبه 8258 من حيث الاكتشاف.
اكتُشف هذا الجُرم الفلكي بواسطة Antonín Mrkos ‏ في 15 سبتمبر 1982.

## وصلات خارجية
- (8258) 1982 RW1 في قاعدة بيانات مختبر الدفع النفاث لأجرام النظام الشمسي الصغيرة

- الاكتشاف · مخطط المدار ·  العناصر المدارية · المعلمات المادية

- (8258) 1982 RW1 على موقع ويكي سكاي: DSS2, SDSS, GALEX, IRAS, Hydrogen α, X-Ray, Astrophoto, Sky Map, Articles and images